# 丹麥警察
丹麦警察（丹麥語：Politiet）是負責丹麦國內安全的警察隊伍。警察有权展開执法行動、維持公共秩序和社会秩序，并负责邊境管制。丹麦全國劃分為12个警区。